# Manuel Ramírez Hurtado
Manuel Ramírez Hurtado (Lepe, 8 de marzo de 1996) es un futbolista español. Juega de centrocampista y su actual equipo es el Unionistas de Salamanca Club de Fútbol de la Primera Federación.

## Trayectoria
Nacido en Lepe, Huelva. Debutó en 2012 en el C. D. San Roque de Lepe B y fue transferido al Atlético Onubense al año siguiente. Volvió al C. D. San Roque en la temporada 2015-16, fue transferido al Recreativo de Huelva en la temporada 2016-17 y retornó nuevamente al C. D. San Roque en la temporada 2017-18. Tras jugar la temporada 2018-19 en el San Fernando Isleño, pasó al Club Deportivo Don Benito, donde ha jugado las temporadas 2019-20 y 2020-21.
En la temporada 2021-22, firma por el Club Deportivo Calahorra de la Primera Federación.
El 30 de junio de 2022, firma por el UCAM Murcia Club de Fútbol de la Segunda Federación.
El 27 de junio de 2023, el Unionistas de Salamanca Club de Fútbol hace oficial su contratación por una temporada.

## Clubes
| Club                          | País   | Año       | Partidos | Goles |
| ----------------------------- | ------ | --------- | -------- | ----- |
| C. D. San Roque de Lepe B     | España | 2012-2013 | 2        | 0     |
| Atlético Onubense             | España | 2013-2015 | 20       | 3     |
| C. D. San Roque de Lepe       | España | 2015-2016 | 24       | 2     |
| Recreativo de Huelva          | España | 2016-2017 | 6        | 0     |
| C. D. San Roque de Lepe       | España | 2017-2018 | 32       | 12    |
| San Fernando C. D. Isleño     | España | 2018-2019 | 34       | 5     |
| C. D. Don Benito              | España | 2019-2021 | 39       | 4     |
| C. D. Calahorra               | España | 2021-2022 | 39       | 4     |
| UCAM Murcia C. F.             | España | 2022-2023 | 28       | 7     |
| Unionistas de Salamanca C. F. | España | 2023-     |          |       |